# Farfantepenaeus californiensis
O camarão-de-pata-amarela (nome científico: Farfantepenaeus californiensis) é uma espécie de camarão pertencente à família Penaeidae, comum no Pacífico oriental. Por vezes, pode ser referenciado pelo nome científico caído em desuso Penaeus californiensis.